# Infinity (álbum)
Infinity es el primer álbum de estudio de la banda alemana de Gothic Rock End of Green, publicado en 1996 y remasterizado en 2002 bajo el nuevo sello discográfico Silverdust Records.

## Lista de canciones
1. "Left My Way"
2. "Seasons of Black"
3. "Infinity"
4. "Tomorrow not today"
5. "Sleep"
6. "You"
7. "Nice Day to Die"
8. "No More Pleasure"